# Clearasil
Clearasil è un marchio di prodotti per la cura della pelle e particolarmente per la prevenzione e il trattamento dell'acne.
Clearasil fu inventato in USA nel 1950 da Ivan Combe con la collaborazione del chimico Kedzie Teller. . Fu il primo prodotto dermatologico creato appositamente per la pelle dei giovani e per combattere l'acne. Gli ingredienti presenti nella formulazione iniziale furono zolfo e resorcinolo .

## Storia
Nel 1961 il marchio fu acquistato da Richardson-Vicks.
Nel 1985 Richardson-Vicks fu acquistata da Procter & Gamble.
Nel 2000 Procter & Gamble vendette Clearasil a Boots Group.
Nel 2006 Boots Healthcare International fu acquistata da Reckitt Benckiser ed ora il marchio Clearasil fa parte del portafoglio di Reckitt Benckiser.